# 1768
1768. је била проста година.

## Догађаји

### Август
- 8. август — Џејмс Кук испловио из Плимута на своје прво истраживачко путовање.[1]

### Децембар
- 10. децембар — У Лондону основана Краљевска академија. За првог председника је постављен Џошуа Рејнолдс.[2]

### Датум непознат
- Википедија:Непознат датум — Луј XV поставио Ренеа де Мопуа за канцелара и наредио му да сломи судску опозицију.

## Рођења

### Фебруар
- 1. фебруар — Жак Александар Бернар Лористон, француски маршал и дипломата. († 1828).

### Март
- 21. март — Жозеф Фурије, француски математичар и физичар. († 1830)

### Новембар
- 14. новембар — Карађорђе Петровић, српски вожд